# 1758
- Wikisource

| Calendário gregoriano                                                        | 1758 MDCCLVIII                      |
| Ab urbe condita                                                              | 2511                                |
| Calendário arménio                                                           | 1207 – 1208                         |
| Calendário bahá'í                                                            | -86 – -85                           |
| Calendário budista                                                           | 2302                                |
| Calendário chinês                                                            | 4454 – 4455 Início a 8 de fevereiro |
| Calendário copta                                                             | 1474 – 1475                         |
| Calendário etíope                                                            | 1750 – 1751                         |
| Calendários hindus - Vikram Samvat - Calendário nacional indiano - Cáli Iuga | 1813 – 1814 1679 – 1680 4858 – 4859 |
| Calendário Holoceno                                                          | 11758                               |
| Calendário islâmico                                                          | 1172 – 1173                         |
| Calendário judaico                                                           | 5518 – 5519                         |
| Calendário persa                                                             | 1136 – 1137                         |
| Calendário rúnico                                                            | 2008                                |
| Calendário solar tailandês                                                   | 2301                                |

1758 (MDCCLVIII, na numeração romana) foi um ano comum do século XVIII do actual Calendário Gregoriano, da Era de Cristo, e a sua letra dominical foi A (52 semanas), teve início a um domingo e terminou também a um domingo.
| Ano completo                    |
| ------------------------------- |
| Ano comum com início ao domingo |

## Eventos
- 8 de Maio - Alvará declarando livres todos os índios do Brasil.
- 3 de Setembro - José I de Portugal escapa a uma tentativa de regicídio da qual resulta o Processo dos Távoras.
- Clemente XIII é eleito papa.
- Lineu aplica o seu sistema binomial de classificação ao Reino animal.
- Surgimento de Macapá
- Termina a construção da Ermida de Santa Rita de Cássia das Manadas, que se deveu ao testamento do Capitão Antão de Ávila Pereira, feito em 8 de junho de 1757. As obras tinham-se iniciado um ano antes, em 1757. [1] [2]
- No Japão, uma loja fundada em Edo que se tornou Okadaya e, eventualmente, através de uma fusão na rede de supermercados JUSCO, em 1969.[3]

## Nascimentos
- 19 de Abril — Fisher Ames, político norte-americano (m. 1808).
- 28 de Abril - James Monroe, 5º presidente americano (m. 1831).
- 6 de Maio - Maximilien Robespierre, revolucionário francês (m. 1794).
- 14 de Julho - D. Lourenço José Boaventura de Almada, 1.º conde de Almada (m. 1815).
- 29 de Setembro - Horatio Nelson, almirante inglês.
- 7 de Novembro - Édouard, Visconde de Walckiers, banqueiro e comerciante de escravos holandês (m. 1837).

## Mortes
- 3 de Maio - Papa Bento XIV.
- 10 de Maio - Christian Gottlieb Jöcher, foi erudito, bibliotecário e lexicógrafo alemão (n. 1694).
- 27 de Agosto - Maria Bárbara de Bragança, infanta de Portugal, rainha consorte de Espanha (n. 1711).

## Por tema
- 1758 na ciência